# Prisión de Torrero
La prisión de Torrero, así llamada por su ubicación en el barrio de Torrero (Zaragoza) fue la principal prisión de la provincia de Zaragoza entre su inauguración como cárcel provincial en 1928 y su sustitución por un nuevo centro penitenciario, situado en Zuera,  inaugurado en julio de 2001 y que agrupó a población reclusa de la provincia de Zaragoza y de Huesca
Durante  ese tiempo fue testigo del devenir penitenciario del siglo XX en Zaragoza, siendo un elemento clave en la vida del barrio, escenario de la represión franquista en la ciudad durante la Guerra Civil y posterior posguerra y finalmente un espacio, en ocasiones polémico, para los movimientos sociales como el movimiento insumiso en España.

## Historia
La cárcel fue planeada a principios del siglo XX para reemplazar a la colapsada prisión de Predicadores. El dictador Miguel Primo de Rivera la inauguró en octubre de 1928, con una capacidad inicial de 160 personas.  Se encontraba en lo que en aquel entonces era el extrarradio de la ciudad, lejos de zonas habitadas. En esa primera etapa estuvo vinculada a la represión de los movimientos revolucionarios y anarquistas que habían evolucionado en el inestable periodo político de la España de principios de siglo.
Durante la guerra civil española fue el escenario de ejecuciones de presos por garrote vil. Miles de presos fueron ejecutados en las tapias del cercano cementerio de Torrero, siendo los episodios registrado gracias a los escritos del capellán de la cárcel, Gumersindo de Estella. Dichas memorias no pudieron ser publicadas en la época por presiones del gobierno español y de la Iglesia Católica, siendo recuperadas en 2003 por el ayuntamiento de Zaragoza como Fusilados en Zaragoza, 1936-1939. Tres años de asistencia espiritual a los reos. Gumersindo registró como veía:

a los reos caminando hacia la tapia, de madrugada, dando tumbos, rotos, enloquecidos, llenos de furor, sus ojos desorbitados, como carne de fusil. Oímos sus gritos desesperados y sus ayes, sus respiraciones fuertes, su estertor.

Durante la posterior dictadura de Franco pasaron por sus celdas destacados dirigentes y simpatizantes políticos, sindicalistas, maquis y homosexuales,  encerrados habitualmente en aplicación de la Ley de Vagos y Maleantes. Entre los presos políticos que pasaron por sus paredes se puede mencionar a Mariano Viñuales Tierz o Soledad Real López.

## El departamento de mujeres de la cárcel de Torrero
Desde el inicio del golpe de Estado de 1936 contra el régimen legalmente constituido de la Segunda República Española, se quebró la idea del espacio carcelario como el de rehabilitación de la población reclusa, concebida en el primer bienio republicano por Victoria Kent, directora general de Prisiones en aquel momento. Las cárceles fueron empleadas por el nuevo régimen como instrumento de control y represión de la disidencia política y fue especialmente sangrienta para con las mujeres y su descendencia, niños y niñas de hasta cuatro años que las acompañaban y que en numerosos  casos terminaron institucionalizados en el Hogar Pignatelli.
El departamento de la cárcel de Torrero dedicado a mujeres contaba con espacio para una docena de ellas y llegó a acumular más de quinientas  en condiciones infrahumanas. Mientras duró la guerra, tan solo  sesenta mujeres fueron encarceladas por delitos comunes,  para el resto, su delito consistía mayoritariamente en ser familiares de republicanos
No obstante, también hubo sacas de presas, entre las que cabe destacar a Selina Casas, Margarita Navascués y Simona Blasc. Fueron ejecutadas en las tapias del cementerio del mismo barrio de Torrero, tras haberles arrebatado a sus hijos, tal y como relató el religioso Gumersindo de Estella, capellán de la cárcel en aquel momento y gracias a cuyos diarios han podido estudiarse y documentarse numerosos casos.
En julio de 1939,  quinientas doce mujeres y cincuenta y tres niños fueron trasladadas a la antigua cárcel de Predicadores, en desuso desde 1928, que llegó a ser conocida como una de las más duras del país.

## Fin de la etapa franquista.
Decretos de julio de 1976 y marzo de 1977 de amnistías parciales y la  Ley de Amnistía aprobada en octubre de 1977 vaciaron las cárceles de presos condenados por delitos políticos y de opinión en aplicación de la legislación vigente en la etapa franquista .También la cárcel de Torrero vio vaciarse sus celdas pero no así las que albergaban a presos condenados por delitos comunes.
El 19 de julio de 1977 unos 48 presos comunes de la cárcel de Torrero, provistos de cuerdas, mantas y víveres, se amotinaron en el tejado de la prisión.Mediante pancartas reclamaban  «Amnistía total para los comunes» y «Amnistía presos comunes. Libertad», seguían así las reivindicaciones de presos comunes de cárceles como las de Carabanchel en la que la Coordinadora de Presos en Lucha (COPEL) contaban con una fuerte presencia.

## La etapa posfranquista y su clausura.
En la década de 1990 los insumisos fueron los protagonistas de otra lucha política que llevó hasta esta cárcel a decenas de ellos. Especialmente mediático fue el caso de Enrique Mur muerto en su celda.hecho que ocurría tras denuncias de varios colectivos sobre las precarias condiciones sanitarias de la prisión. Entre 1995 y 1996 el escritor Félix Romeo cumplió año y medio de reclusión, condenado por insumisión , en sus obras  recogió su experiencia en la penitenciaria.  Ramón Rufat también escribió de la cárcel de Torrero en sus memorias.
Comenzó su demolición el 18 de julio de 2005. Los presos fueron trasladados a la nueva prisión de Zuera. Ese mismo año Iván Heredia Urzáiz escribió Historia de la cárcel de Torrero, 1928-1939 (Mira).
En las proximidades de la antigua cárcel se construyó el Centro de Inserción Social Trece Rosas que atiende a personas en régimen abierto o en proceso de reinserción. Las inmediaciones fueron renombradas como plaza del Laurel y plaza de la memoria histórica. El edificio en sí fue abandonado y ha sido okupado y reconvertido en un centro social en el que se realizan actividades socioculturales alternativas y abiertas para todo el barrio, siendo renombrado por algunos colectivos en honor de Enrique Mur Zubillaga, preso insumiso fallecido en la cárcel en extrañas circunstancias. El colectivo y las actividades que realizan cuenta con un apoyo mayoritario de las asociaciones de vecinos del barrio de Torrero, no obstante otros sectores critican el riesgo de ruina del edificio, las molestias a los vecinos o el carácter radical del colectivo okupa.